# 雪印スノーピア
雪印スノーピア株式会社（ゆきじるしスノーピア）は、かつて東京都千代田区に本社を置き、ファーストフードチェーン「スノーピア」を運営していた雪印乳業系列の企業。
1970年代前半に参入した製菓・乳業系ファーストフードチェーン、ロッテ「ロッテリア」、明治乳業「サンテオレ」、江崎グリコ「グリコア」、森永製菓「森永LOVE」、のひとつであった。

## 概要
1972年3月に雪印乳業と協和醗酵工業が業務提携し、1973年3月1日付で両社の共同出資により雪印スノーピア株式会社が設立された。雪印のアイスクリーム技術と協和食品の製パン技術を合わせ、フランチャイズ方式のファーストフードチェーン「スノーピア」を運営していた。1973年5月から雪印が以前から運営していた川口店（イトーヨーカドー内に出店）、相模原店を買収し「スノーピア」に改装した。また、実験店1号店として大塚店を開店した。
基本形態は、20坪前後で16種類のアイスクリームやドーナツ、ハンバーガー、焼きそばなどのファーストフード、ジュース類を販売していた。外装は白とピンクを基本とした全店舗で統一したデザインだった。
1975年に共同出資していた協和発酵工業が撤退し、協雪商事に商号変更した。同年に雪印乳業単独で雪印スノーピア（2代目）を設立し、協雪商事から営業権を引き継いだ。
1983年時点で「スノーピア」は約2,000店舗を展開していた。
1984年からは、イタリアンアイスクリーム専門店「ジェラテリア ネーベ・ビアンカ」を展開開始し、1号店を同年10月に新宿ミロードに開店した。同店は乳脂肪分を抑える代わりに果汁を多く使ったジェラートを中心に販売した。2号店として1987年7月に神奈川県川崎市のミス・チネチッタビル内に開店した。
なお、2023年時点で既に全店舗が閉店し、企業も消滅している。

## 沿革
- 1973年3月（昭和48年） - 雪印乳業と協和発酵工業の共同出資で雪印スノーピア株式会社（1代目）を設立[2]。
- 1975年（昭和50年） - 協和発酵が事業から撤退し、雪印スノーピア（1代目）を協雪商事に商号変更[9]。
- 1975年 - 雪印乳業が営業権を引き継ぎ、雪印スノーピア（2代目）を全額出資で設立[9]。
- 1977年（昭和52年） - フランチャイズ1号店を愛知県岡崎市内に開店[13]、群馬県1号店を同県太田市に開店[14]。
- 1984年10月（昭和59年） - イタリアンアイスクリーム（ジェラート）専門店「ジェラテリア ネーベ・ビアンカ」1号店を新宿ミロード内に出店[11]。
- 1987年7月（昭和62年） - 「ジェラテリア ネーベ・ビアンカ」1号店をミス・チネチッタビル内に出店[12]。
- 1989年10月（平成元年） - 札幌、仙台、大阪、福岡営業所を閉鎖(東京営業所、名古屋営業所は営業継続)、ミニショップ部門(バルクアイスの営業)を雪印乳業株式会社へ移管[15]。

## 店舗
- 1989年(平成元年)：2700店舗運営[16]。
- 1990年(平成2年)：計68店舗(FC54店・直営7店)[17]。

- 1992年(平成4年)：47店舗[18]。